# Dan Rapoport
Dan Rapoport (30. dubna 1968, Riga – 14. srpna 2022, Washington, D.C.) byl americký investor narozený v Lotyšsku, finanční manažer a otevřený kritik ruského prezidenta Vladimira Putina. Zemřel v srpnu 2022 po pádu z okna domu ve Washingtonu, D.C.

## Život
Rapoport se narodil v lotyšské Rize. V roce 1980 jeho rodina po obdržení politického azylu emigrovala do Spojených států a usadila se v Houstonu v Texasu. Rapoport v roce 1991 vystudoval University of Houston. V roce 2015 získal titul MBA na Middlesex University v Londýně.
Po studiu v Houstounu se Rapoport vrátil do Ruska a stal se zaměstnancem společnosti Phibro Energy. Pracoval jako finanční analytik pro první rusko-americký společný podnik na těžbu ropy White Nights Joint Enterprises, který sídlil v Radužném na Sibiři. Poté pracoval v oblasti podnikových financí, makléřství a investičního bankovnictví. Zastával vysoké pozice v několika ruských finančních institucích.
V roce 1995 se Rapoport připojil k CentreInvest Group a v roce 1999 byl jmenován generálním ředitelem CentreInvest Securities v New Yorku. Od roku 2003 působil jako výkonný ředitel CentreInvest Securities v Moskvě. Založil později vyhlášený noční klub Soho Rooms.
V červnu 2012 se Rapoport vrátil do USA. Rusko opustil zejm. kvůli své podpoře ruské demokratické opozici, zejména Alexeje Navalného, kritika vládní korupce a Putinova režimu. Téhož roku založil Rapoport Capital. 
V roce 2016 se Rapoport se rozvedl se svou první ženou Irinou. S druhou manželkou Alyonou se přestěhoval do Kyjeva. Pár tam zůstal až do ruské invaze na Ukrajinu v roce 2022.

### Smrt
Večer 14. srpna 2022 byl Rapoport nalezen na ulici ve Washingtonu, D.C. před bytovým domem ve West Endu, ze kterého vypadl. Na sobě měl mj. oranžové žabky a černý klobouk. Našla se u něj hotovost 2 620 dolarů. Rapoportova manželka vyloučila, že by mohlo jít o sebevraždu. Jeho přítel Jason Jay Smart uvedl, že Rapoport měl plány do budoucna.
Rapoportův obchodní partner ze Soho Rooms Sergej Tkačenko spáchal údajně sebevraždu skokem z budovy v Moskvě v roce 2017.